# Provincia marítima de Santander
La provincia marítima de Santander es una de las treinta provincias marítimas en que se divide el litoral de España y se corresponde con la costa de la comunidad autónoma de Cantabria. Su matrícula es ST y su contraseña se compone de dos franjas, blanca la superior y roja la inferior.
Según las tesis de los historiadores que apoyaron la oficialidad de la enseña blanquirroja como actual bandera de Cantabria, su contraseña es la única en España anterior a la Real Orden de 30 de julio de 1845 que respetó su bandera blanca y roja empleada al menos desde el siglo XVIII por barcos y tropas cántabras. Sin embargo, no existe unanimidad al respecto ya que las evidencias aportadas sobre su uso antes de la Real Orden han sido refutadas por diversos autores con posterioridad.

## Distritos marítimos
Se divide en seis distritos marítimos, de este a oeste:
- Castro Urdiales (ST-1) con capitanía marítima de 3.ª categoría. Desde la ensenada de Ontón hasta punta Sonabia.
- Laredo (ST-2) con capitanía marítima de 3.ª categoría. Desde punta Sonabia hasta el paralelo de Montehano.
- Santoña (ST-3) con capitanía marítima de 3.ª categoría. Desde el paralelo de Montehano hasta el cabo de Ajo.
- Santander (ST-4) con capitanía marítima de 1.ª categoría. Desde el cabo de Ajo hasta la atalaya de San Juan de la Canal.
- Requejada (municipio de Polanco) (ST-5) con capitanía marítima de 3.ª categoría. Desde la atalaya de San Juan de la Canal hasta la punta Ruiloba.
- San Vicente de la Barquera (ST-6) con capitanía Marítima de 3.ª categoría. Desde la punta Ruiloba hasta la ría de Tina Mayor.